# Viktor Dammertz
Viktor Dammertz, osb, né le 8 juin 1929 à Schaephuysen (arrondissement de Clèves, province de Rhénanie) et mort le 1er mars 2020 à Sankt Ottilien en Haute-Bavière, est un évêque émérite allemand d'Augsbourg, ancien abbé-général de la congrégation ottilienne et ancien abbé-primat de la confédération bénédictine.

## Biographie
Josef Dammertz étudie de 1950 à 1957 la philosophie et la théologie à l'université de Münster, à Innsbruck et à Saint-Anselme à Rome. Il entre au noviciat des bénédictins missionnaires à l'archi-abbaye de Sainte-Odile en 1953 et prend le nom de religion de Victor (Viktor). Il est ordonné prêtre par Mgr Joseph Freundorfer en 1957. Il étudie ensuite le droit canon à l'université Louis-et-Maximilien de Munich de 1957 à 1960, dont il devient docteur en février 1962.
Viktor Dammertz est secrétaire général de la congrégation ottilienne de 1960 à 1975, date à laquelle il est élu archi-abbé de l'abbaye de Sainte-Odile. Lorsque Mgr Weakland démissionne, Le T.R.P. Dammertz devient abbé-général de la confédération bénédictine : il représente à Rome, auprès du Pape et des dicastères toutes les congrégations bénédictines.
Il est nommé évêque d'Augsbourg en 1992 et reçoit la consécration épiscopale des mains du cardinal Wetter le 30 janvier 1993, jour du millénaire de la canonisation de saint Ulrich d'Augsbourg. Les autres consécrateurs sont Mgr Lajos Kada, nonce apostolique en Allemagne et Mgr Josef Stimpfle (1916-1996), son prédécesseur.
Mgr Dammertz fait partie à partir de 1994 de la congrégation pour les instituts de vie consacrée et les sociétés de vie apostolique, à Rome. Deux ans plus tard il est nommé au conseil pontifical pour les textes législatifs. Il s'oppose en 1995 à la congrégation des Serviteurs de Jésus et Marie qu'il expulse de son diocèse.
Le Pape Jean-Paul II accepte sa démission du siège d'Augsbourg pour limite d'âge (75 ans) en 2004.